# Мелков, Геннадий Михайлович
Геннадий Михайлович Мелков (род. 29 сентября 1932, Москва — 14 ноября 2015, там же) — советский учёный-правовед, специалист по военному праву. Заслуженный юрист Российской Федерации (1999).

## Биография
В 1954 году закончил Севастопольское военно-морское училище, в 1967 — Всесоюзный юридический заочный институт.
Служил на Тихоокеанском флоте. В 1962 году в качестве старшего помощника командира дизельной подводной лодки C-235 участвовал в её передаче Индонезии во время войны Индонезии с Нидерландами за освобождение Западного Ириана. Впоследствии дослужился до командира подводной лодки.
С 1967 года работал в отделе международного морского права Главного штаба ВМФ СССР. В 1972 году защитил диссертацию на звание кандидата юридических наук: «Некоторые проблемы полной демилитаризации морского дна». Научный руководитель кандидатской диссертации — О. Н. Хлестов. В 1980 году демобилизовался из ВМФ СССР в звании капитана I ранга и начал преподавательскую деятельность в ВЮЗИ/МГЮА и ряде других вузов Москвы (до кончины читал курс лекций по международному праву, морскому праву, праву вооруженных конфликтов и проблемным аспектам международного права).
В 1989 году защитил докторскую диссертацию на тему «Международно-правовые проблемы военного мореплавания и сокращения военно-морских вооружений и военно-морской деятельности».
Являлся специалистом по морскому праву. Сферу его научных интересов составляли проблемы права международной безопасности, морского права, охраны окружающей среды, права вооруженных конфликтов, ответственности государств и физических лиц, вопросы территории, а также защиты прав и свобод человека. Был автором Советского, а затем и Российского ежегодника международного права.
В практической сфере участвовал в качестве эксперта в многочисленных международных конференциях и переговорах, занимался урегулированием вопросов вывода вооруженных сил из республик бывшего СССР, выступал в качестве руководителя рабочей группы Госдумы РФ по разработке трёх «морских» законов: «О внутренних водах, территориальном море и прилежащей зоне», «Об исключительной экономической зоне» и «О континентальном шельфе», поправок к Закону о государственной границе, давал отзывы на различные законопроекты, был советником министра обороны РФ.
В 1990 году был одним из кандидатов на пост судьи Конституционный суд России. Был выдвинут на этот пост Комиссией по социальной политике Верховного Совета РСФСР, однако не набрал необходимого числа голосов на Съезде народных депутатов РСФСР.
12 декабря 1992 года награждён литовской медалью памяти 13 января
В 2002—2013-м годах преподавал в РГТЭУ, был членом и экспертом научно-методического совета Морской коллегии при правительстве Российской федерации, Совета по производительным силам РАН и Министерства экономики РФ, плотно занимаясь вопросами Арктики и Охотского моря. В 2013—2015 годах работал в Европейском институте JUSTO.
Был членом Российской Ассоциации международного права, профессором (2000). Автор более 200 печатных работ, в том числе монографий, учебников и сборников документов. Среди них: монографии «Военное мореплавание и стратегическое равновесие. Международно-правовые аспекты» (1986), «Международное право в период вооруженных конфликтов» (1988), «Уголовная ответственность физических лиц за преступления против мира, военные преступления и преступления против человечности» (2007), 2-хтомника «Военное мореплавание и безопасность России в XX—XXI веках» (2010), учебников «Международное публичное право» (МГЮА), «Международное право» (2009), сборников «Международное право в документах», «Международная защита прав человека» и ряда других.
Скончался 14 ноября 2015 после тяжёлой болезни.

## Научные труды
- Международное право в документах : [учеб. пособие для высш. юрид. заведений / сост.: Н. Т. Блатова, Г. М. Мелков]. — 5-е изд., перераб. и доп. — Москва : Полиграф ОПТ, 2004. — 879 с. ; 21 см. — 2000 экз. — ISBN 5-94297-053-X
- О противодействии терроризму : сб. междунар. док. и норматив. правовых актов Рос. Федерации / [сост. Г. М. Мелков]. — Москва : Юрид. лит., 2008. — 366, [1] с. ; 20 см. — 1000 экз. — ISBN 978-5-7260-1086-1
- Международное право : [учеб. по направлению и специальности «Юриспруденция»] / Л. П. Ануфриева, Г. М. Мелков, В. П. Панов [и др.]; отв. ред. Г. М. Мелков ; Рос. гос. торгово-экон. ун-т. — Москва : РИОР, 2009. — 718, [1] с. ; 22 см. — (Высшее образование). — Библиогр. в конце гл. — 3000 экз. — ISBN 978-5-369-00338-1
- Военное мореплавание и безопасность России в XXI веке Ч. 1 (международно-правовые и национальные проблемы) / Г. М. Мелков ; Рос. гос. торгово-экон. ун-т. — Москва : Издательство Рос. гос. торгово-экон. университета. — 2010. — 307, [9] с. : ил. — ISBN 978-5-87827-438-8